# 東朝霞団地
東朝霞団地（ひがしあさかだんち）は、かつて埼玉県朝霞市に立地した日本住宅公団の造成した公団住宅である。

## 概要
1960年（昭和35年）に竣工した。
朝霞市の公団住宅第一号となる団地で駅前に程近く、徒歩0分という好立地であった。南面平行配置で、中層フラット棟をベースとして構成されている。
また、東武東上線の線路沿いにポイントハウスであるスターハウスが4棟配置されていた。
住棟の老朽化を理由として建て替えが行われ、現在は「コンフォール東朝霞」となっている。

## 基本データ（建て替え前）
- 竣工 - 1960年（昭和35年）
- 構成 - 19棟から構成、全435戸
- 所在 - 埼玉県朝霞市仲町

## 住棟構成（建て替え前）
- 中層フラット棟 - 13棟（5階建て、北廊下型）
- スターハウス - 4棟（5階建て）
- テラスハウス - 2棟（2階建て）

## 交通
- 朝霞駅（東武東上線）より徒歩0分